# Cape May Court House
Cape May Court House is een plaats (census-designated place) in de Amerikaanse staat New Jersey, en valt bestuurlijk gezien onder Cape May County.

## Demografie
Bij de volkstelling in 2000 werd het aantal inwoners vastgesteld op 4704.

## Geografie
Volgens het United States Census Bureau beslaat de plaats een oppervlakte van
23,6 km², waarvan 23,2 km² land en 0,4 km² water.

## Plaatsen in de nabije omgeving
De onderstaande figuur toont nabijgelegen plaatsen in een straal van 12 km rond Cape May Court House.